# متال زوگ
متال زوگ (انگلیسی: Metall Zug) شرکت هلدینگ سوئیسی است، که در سال ۱۸۸۷ تأسیس شد.